# Альпийская роза (гостиница)
Гостиница «Альпийская роза» — историческое здание в центре Москвы (Пушечная ул., д. 4, стр. 1). Построено в 1901—1902 годах по проекту архитектора А. А. Остроградского в стиле модерн. Смежное с гостиницей здание ресторана имеет статус выявленного объекта культурного наследия. В настоящее время здание гостиницы занимает Росгосцирк.

## История
В конце XVIII века на месте нынешнего дома 4 по Пушечной улице было построено двухэтажное каменное здание. В 1821 году владение принадлежало генералу (по другой версии, полковнику) А. В. Аргамакову. В 1848 году в одном из флигелей была открыта «типография Александра Семена». Позднее в здании размещались «печатня С. П. Яковлева», магазин столовой посуды и хрусталя фабрик Гарднера и Мальцева, фотоателье и магазины. В 1870-х годах в здании был открыт ресторан «Под Альпийской розой», позднее получивший название «Альпийская роза» (нем. «Alpenrose»).
В 1880-х годах, когда здание принадлежало княгине О. А. Туркестановой-Аргамаковой, владение было разделено на 2 части. В 1901—1902 годах на месте левой части владения с сохранением стен была выстроена новая четырёхэтажная гостиница «Альпийская роза» по проекту архитектора А. А. Остроградского (ныне дом 4, строение 1). В 1911—1912 годах на основе правой части строения по проекту инженера П. П. Висневским при участии А. А. Веснина был сооружён ресторан «Альпийская роза» (ныне дом 4, строение 2).

## Архитектура
Гостиница «Альпийская роза» относится к ранним сооружениям в силе модерн. Фасад четырёхэтажного здания раскрепован вертикальными лопатками, облицованными светло-серой керамической плиткой. На первом этаже большие окна, предназначенные для витрин магазинов. Окна со второго по четвёртый этаж — двухчастные. Подоконные ниши и импосты украшены лепниной. Лепной декор фасада соответствует названию гостиницы и отражает разнообразие альпийских цветов: тюльпаны и ирисы между окнами четвёртого этажа, переплетающиеся маки между вторым и третьим этажом, юноша с гирляндой цветов над аркой проезда. Наиболее примечательным декоративным элементом является лепной фриз между третьим и четвёртым этажами, изображающий купание наяд. Сохранились оригинальные чугунные решётки балконов и ограждений крыши в виде извивающихся стеблей.